# Michaela Pavlíčková
Michaela Pavlíčková, Michaela Pavlíčková-Ferančíková, née le 27 novembre 1977 à Prague, est une joueuse tchèque de basket-ball, évoluant au poste de pivot.

## Club
- 2004 : ŽBK Dynamo Moscou
- 2004-2011 : USK Prague

### WNBA
- 2001 : Starzz de l'Utah
- 2003 : Mercury de Phoenix

## Palmarès

### Sélection nationale
- Jeux olympiques d'été
  - 5e aux Jeux olympiques de 2004 à Athènes
- Championnat du monde de basket-ball féminin
  -  Médaille d'argent au Championnat du monde 2010 au République tchèque
  - 6e au Championnat du monde 2006 au Brésil
- championnat d'Europe
  -  Médaille d'or du championnat d'Europe 2005 en Turquie
  -  Médaille d'argent du championnat d'Europe 2003 en Grèce
  - 9e du championnat d'Europe 2001 en France